# グラーツ・リーベナウ・シュターディオン
グラーツ・リーベナウ・シュターディオン (Graz Liebenau Stadion) は、オーストリア・シュタイアーマルク州の州都グラーツにあるサッカー専用スタジアム。

## 概要
オーストリア・ブンデスリーガに属するSKシュトゥルム・グラーツ (SK Sturm Graz)、及びオーストリア・ブンデスリーガ2部に属するグラーツァーAK (Grazer AK) の本拠地である。
この地には元々1951年に完成した多目的スタジアム、旧「グラーツ・リーベナウ・シュターディオン」 (Graz Liebenau Stadion) があったが、スタジアムの老朽化のため1994年に同じ地に新スタジアムを建設することが決定。1997年に完成したサッカー専用スタジアムはシュタイヤーマルク州出身で当時カリフォルニア州知事だったアーノルド・シュワルツェネッガーを称えて「アーノルト・シュヴァルツェネッガー・シュターディオン」 (Arnold Schwarzenegger Stadion) と名づけられた。こけら落としとして行われた試合は、1997年7月9日に行われたイヴィチャ・オシム監督率いるSKシュトゥルム・グラーツ対グラーツァーAKのグラーツ・ダービー（SKシュトゥルム・グラーツが4‐0で勝利）。
しかし1950年に死刑制度を廃止しているオーストリアでは、2005年12月13日にスタンリー・ウィリアムズ死刑囚の恩赦請求を拒否したシュワルツェネッガー州知事の死刑執行命令に批判が高まっていた。これに伴い、「アーノルト・シュヴァルツェネッガー・シュターディオン」から彼の名前が撤去することが検討され、各党の権力争いでなかなか結論が出ない中、シュワルツェネッガー自らが名前をスタジアム名に使用することを禁止、それによって2005年12月26日に「グラーツ・リーベナウ・シュターディオン」に改名された。
その直後、UPC社が2016年までのネーミングライツを獲得したため、「UPCアレーナ」 (UPC-Arena) と改称された。
2011年にはアメリカンフットボール・ワールドカップの試合が開催された。
2016年4月よりオーストリアの保険会社であるメルクール保険 (de:Merkur Versicherung) がネーミングライツを獲得し、「メルクール・アレーナ」 (Merkur Arena) と改称された。
2023年、グラーツ市は、前の年に亡くなったイビチャ・オシムにちなんで、スタジアム前の広場を「イビチャ・オシム広場」(Ivica-Osim-Platz) に改称した。